# لوكاس فيدال
لوكاس فيدال (بالإسبانية: Lucas Vidal)‏ هو ملحن إسباني، ولد في 1 ديسمبر 1984 في مدريد في إسبانيا.

## وصلات خارجية
- لوكاس فيدال على موقع IMDb (الإنجليزية)
- لوكاس فيدال على موقع ميوزك برينز (الإنجليزية)
- لوكاس فيدال على موقع بوكس أوفيس موجو (الإنجليزية)
- لوكاس فيدال على موقع أول ميوزيك (الإنجليزية)
- لوكاس فيدال على موقع ديسكوغز (الإنجليزية)
- لوكاس فيدال على موقع قاعدة بيانات الفيلم (الإنجليزية)